# St. Andreas (Lumparland)

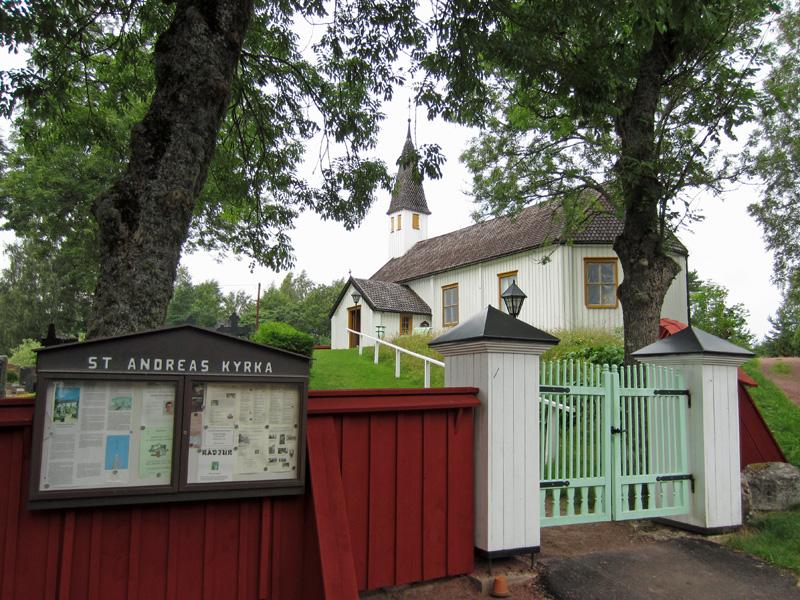
St. Andreas Außenansicht

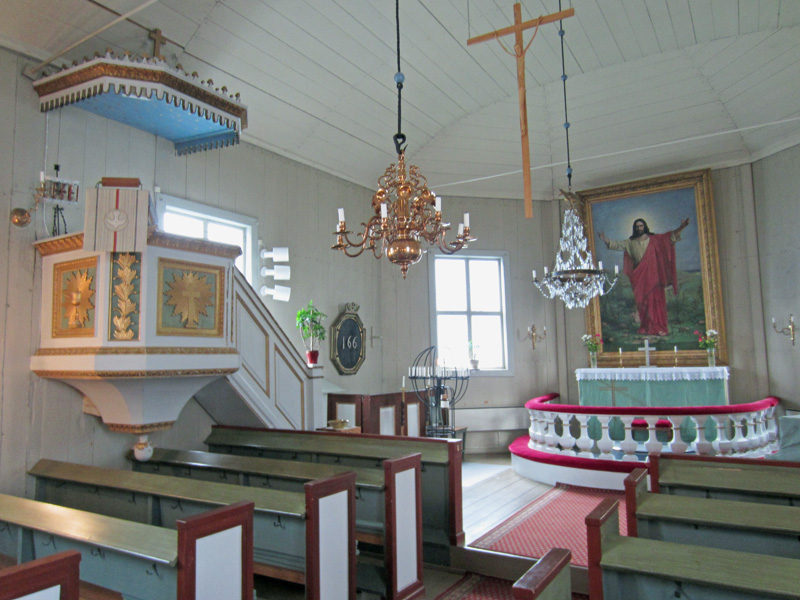
St. Andreas Innenansicht

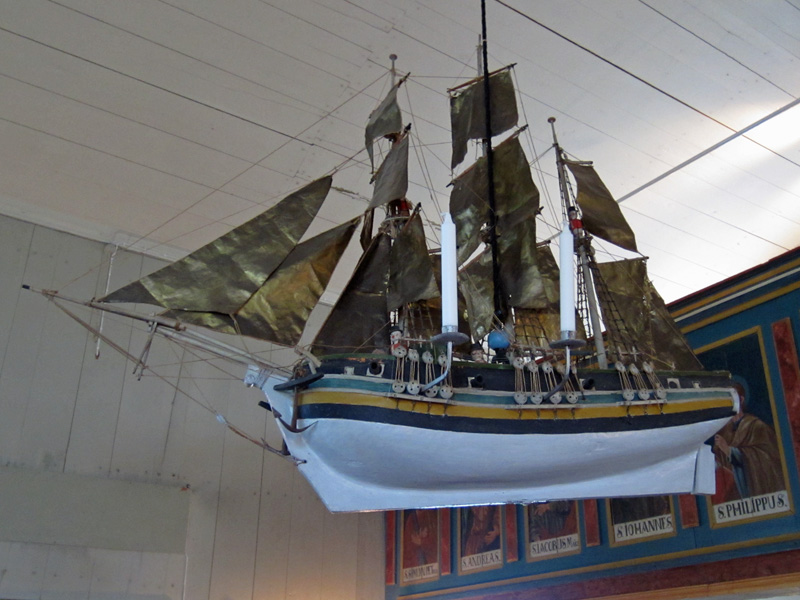
Votivschiff

Die evangelisch-lutherische St.-Andreas-Kirche von Lumparland liegt auf einem Hügel an der Kapellviken-Bucht. Sie ist die älteste der drei Holzkirchen von Åland. Ursprünglich war sie rot angestrichen, dann für einige Jahrzehnte gelb. Die jetzige weiße Farbe wurde Ende des 19. Jahrhunderts aufgetragen.

## Geschichte
Die Kirche wurde zuerst 1544 als Kapelle erwähnt. Während des Großen Nordischen Krieges wurde die Kapelle oder ihre Nachfolgebauten von russischen Soldaten niedergebrannt. Lumparland wurde zerstört, die Bewohner flohen vor dem Krieg. Die heutige Kirche wurde um 1700 erbaut.
Der Kirchturm steht separat, er wurde wahrscheinlich um 1746 erbaut. Um 1900 pflegten die Konfirmanden auf den Turm zu klettern, um einen Kranz auf dem Wetterhahn zu platzieren. Die Wetterfahne von 1745 war ursprünglich auf der Kirchturmspitze. Zu Beginn des 19. Jahrhunderts wurde sie auf das Chordach versetzt.
Die Kirche wurde 1960 renoviert und das Zinndach durch ein Schindeldach erneuert. Die Kirche hatte im 19. Jahrhundert geteerte Schindeln.

## Inneres

### Gemälde
Das Innere der Kirche wird von dem großen Altargemälde beherrscht. Es zeigt Jesus, der die Sünder mit offenen Armen willkommen heißt. Das Gemälde ist 1887 von dem bekannten finnischen Maler Victor Westerholm aus Turku signiert, sein Titel: „Kommt zu mir“. Das Vorbild für Westerholms Gemälde kann in der Kirche von Hörup in Skåne in Schweden gefunden werden. Victor Westerholm war Gründer einer impressionistischen Künstlerkolonie, der sogenannten Önnigeby-Kolonie.
Das alte Altargemälde an der Nordwand wurde 1736 von Anders Asson Ekberg signiert. Es zeigt Jesus mit seinen Aposteln beim
letzten Abendmahl.
Die Empore ist geschmückt mit Gemälden eines unbekannten Künstlers, wahrscheinlich Claes Lange, ebenfalls aus Turku. Die Gemälde enthalten 12 Porträts von Jesus und den Aposteln, gemalt in der Zeit um 1760. Ursprünglich war es 13 Gemälde, aber das Porträt von Matthäus hängt jetzt auf der Nordwand.

### Sonstiges
Der Leuchter ist aus dem 18. Jahrhundert.
In der Kirche befindet sich das älteste Gewand von Åland. Es stammt aus 1665 und wurde im Pfarrhaus von Propst Hedman gefunden.
1970 ersetzte die Orgel von Hans Heinrich die damals 100 Jahre alte Thulé-Orgel, deren Prospekt noch zu sehen ist.